# Clepsidra

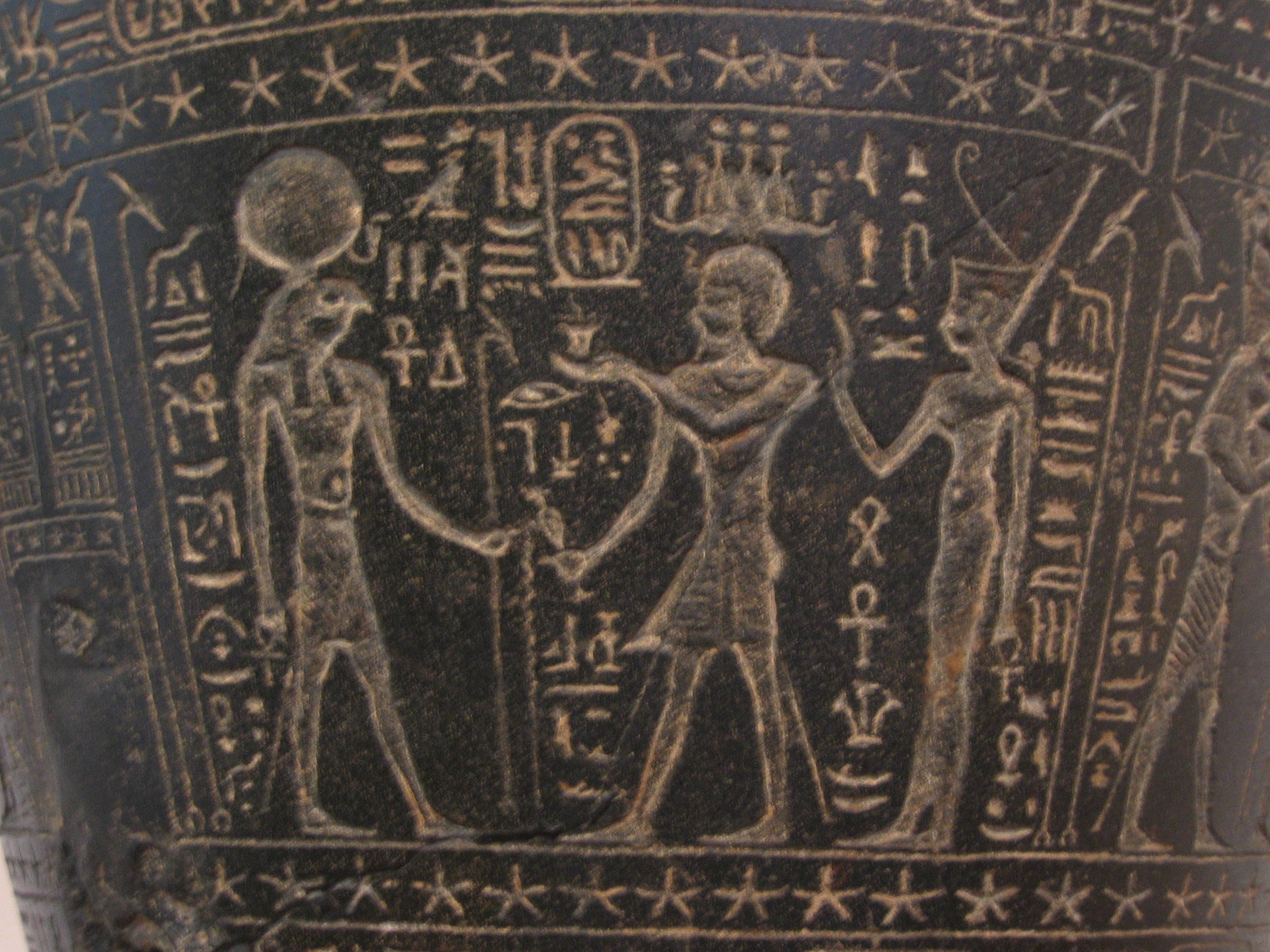
Clepsidra egipcia, de la época de Ptolomeo II, hallada en el Iseo Campense (Roma).

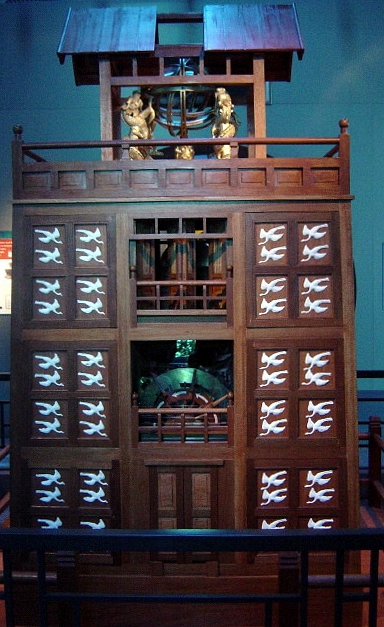
Réplica del reloj de agua de Su Song.

Se conoce como clepsidra (κλεψύδρα, del griego κλέπτειν kléptein, “robar”, e ὕδωρ hydōr, “agua”) o reloj de agua a cualquier mecanismo para medir el tiempo mediante el flujo regulado de un líquido hacia o desde un recipiente graduado, dando así dos tipos diferentes de relojes según la dirección del flujo.
Las clepsidras datan de la antigüedad egipcia (mrḫyt) y se usaban especialmente durante la noche, cuando los relojes de sol perdían su utilidad. Los primeros relojes de agua consistían en una vasija de cerámica que contenía agua hasta cierto nivel, con un orificio en la base de un tamaño adecuado para asegurar la salida del líquido a una velocidad determinada y, por lo tanto, en un tiempo prefijado. El recipiente disponía en su interior de varias marcas, de tal manera que el nivel de agua indicaba los diferentes períodos, tanto diurnos como nocturnos.
Los relojes de agua también se usaron por los atenienses para señalar el tiempo asignado a los oradores. Más tarde fueron introducidos con el mismo fin en los tribunales de Roma y además se utilizaban en las campañas militares para señalar las guardias nocturnas. El reloj de agua egipcio, más o menos modificado, siguió siendo el instrumento más eficiente para medir el tiempo durante muchos siglos.

## Historia
- Hacia el año 1530 a. C. se construyó para el rey Amenhotep I en Egipto una vasija con características de reloj de agua.
- En el Templo de Amón en Karnak se encontró un reloj de agua datado en el siglo XIV a. C.
- En el siglo IV a. C. Platón ideó un despertador que utilizaba un reloj de agua.
- En la Antigua Grecia y la Antigua Roma se medía el tiempo de hablar mediante relojes de agua.
- En el siglo III a. C. Ctesibio, un alumno de Arquímedes, desarrolló un reloj de agua con indicadores numéricos, al que se llamó horologium ex aqua.
- El chino Su Song describe y construye en 1090 un reloj de agua con elementos mecánicos.
- En el siglo XV el ingeniero coreano Jang Yeong-sil inventó la clepsidra Jagyeokru, que se caracterizaba por su complejo proceso de indicar la hora.
- En el año 1982, en Berlín, se elaboró un reloj de agua de 13 m de altura (batiendo el récord del francés Bernard Gitton).
- Su declive se debió al avance de los relojes mecánicos.

### Galería de relojes de agua

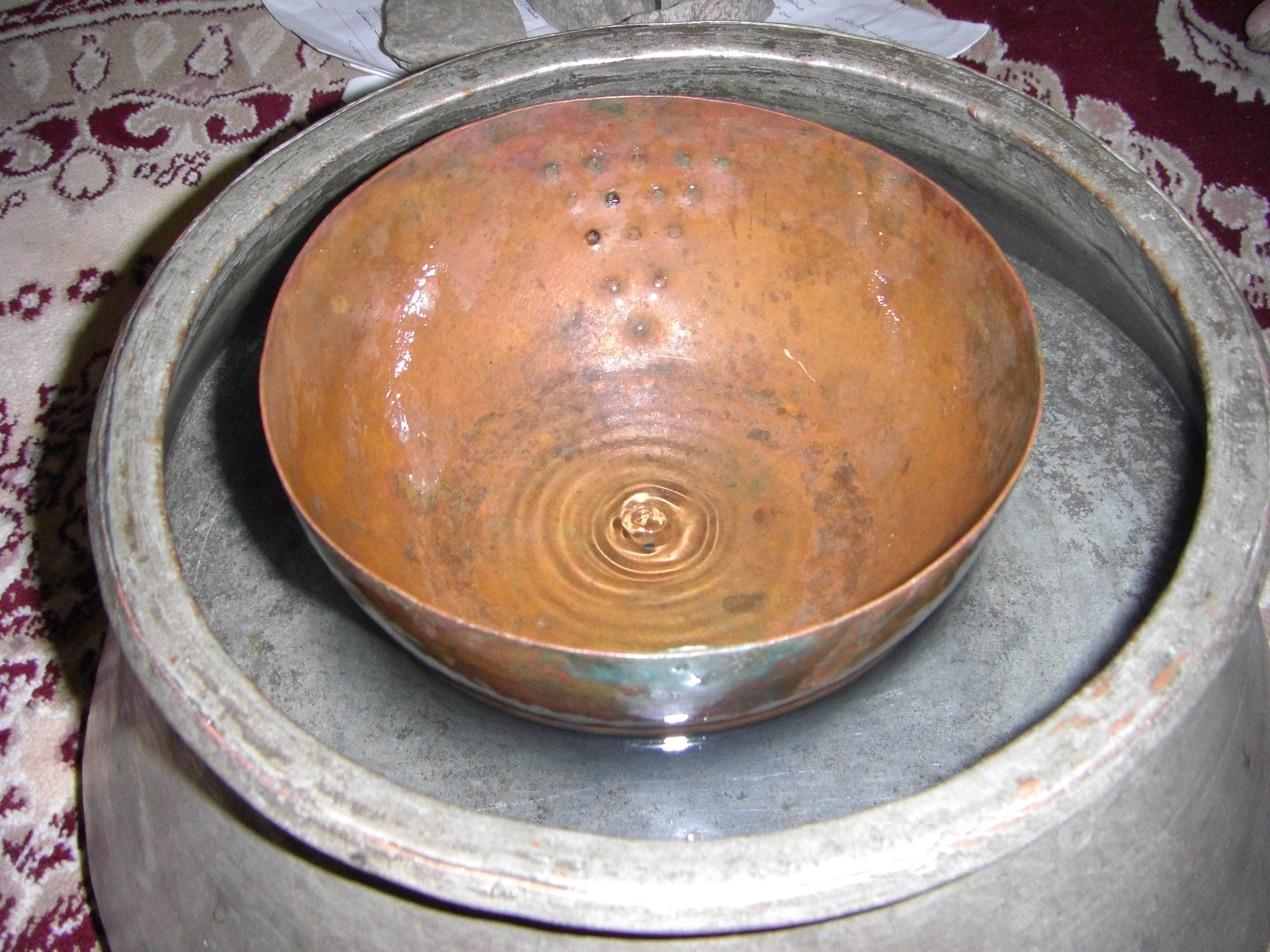
Reloj de agua de la Antigua Persia.[cita requerida]
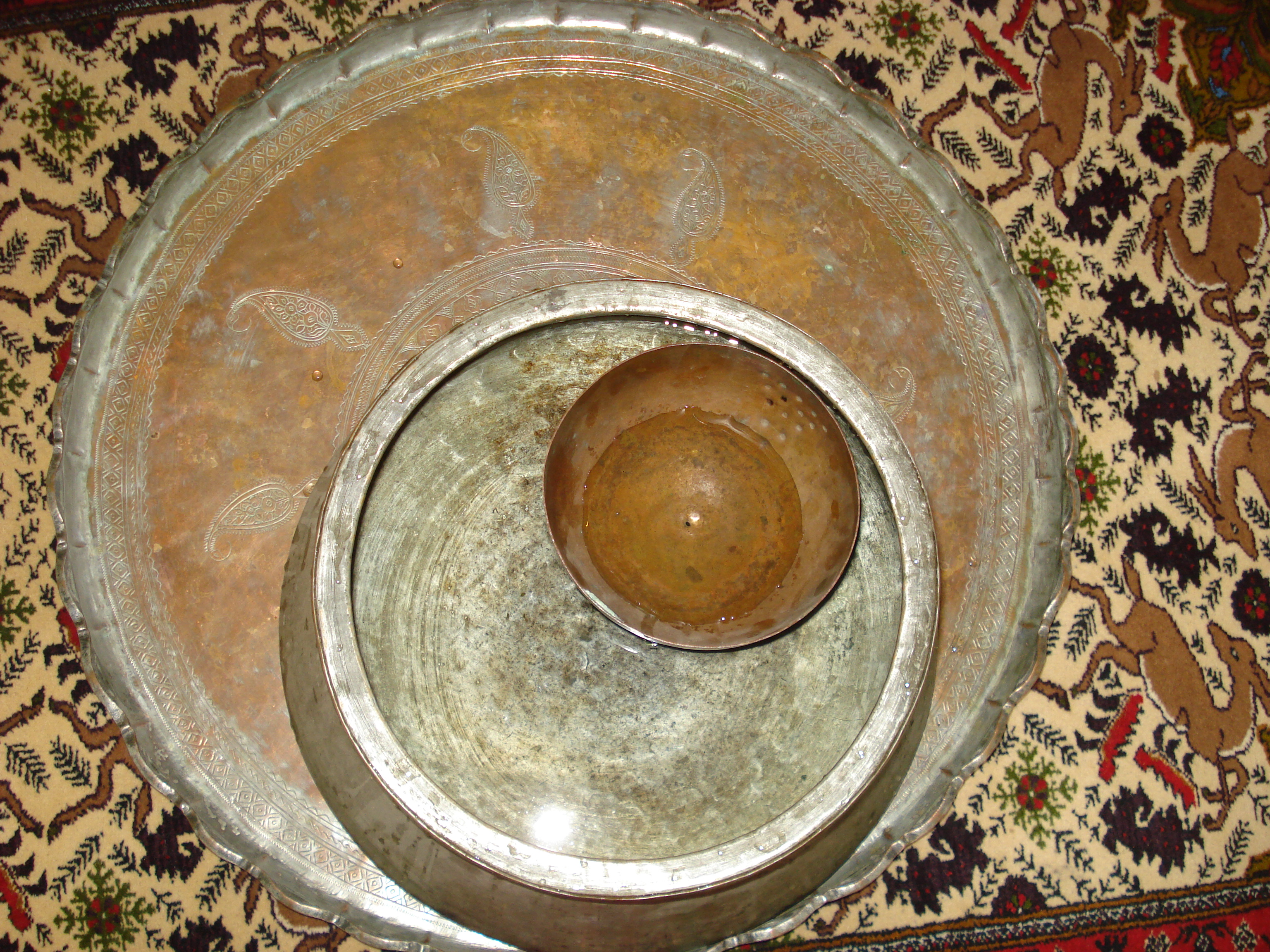
Reloj de agua de la Antigua Persia.[cita requerida]
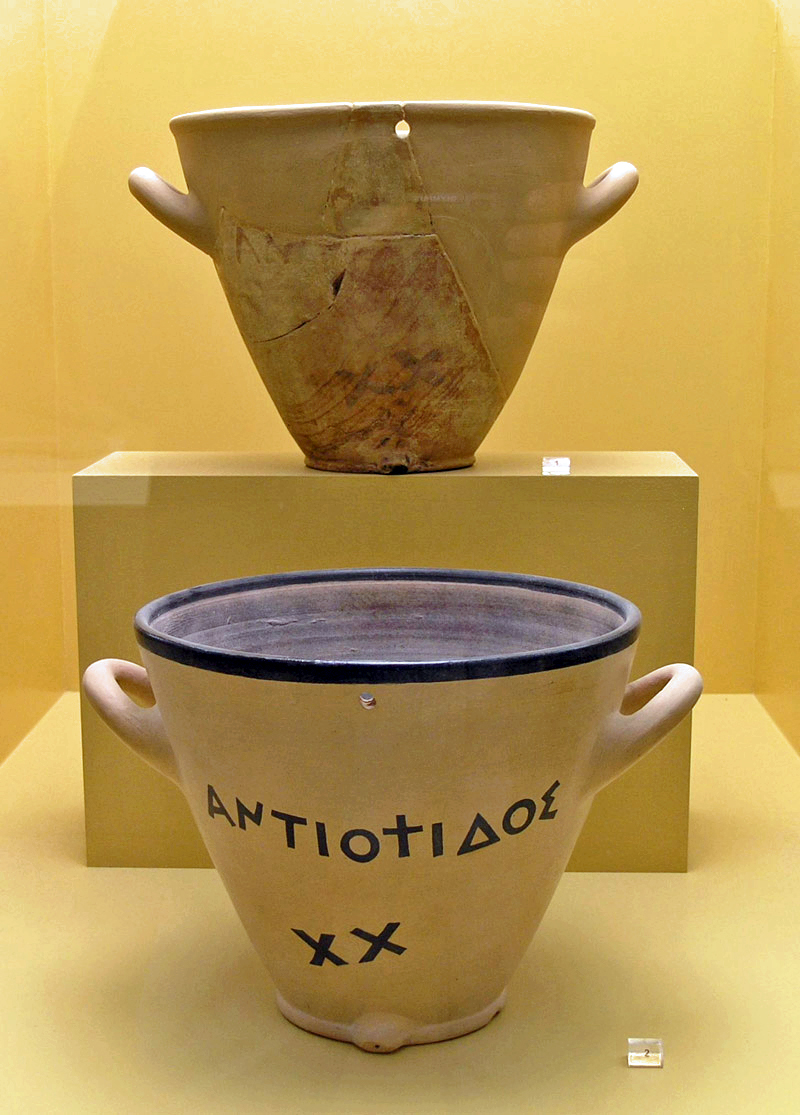
Dos recipientes formando un reloj de agua de la antigua Ágora de Atenas, del siglo V a. C.